# Jean-Daniel Akpa Akpro
Jean-Daniel Dave Lewis Akpa Akpro, född 11 oktober 1992, är en fransk-ivoriansk fotbollsspelare som spelar för Monza, på lån från Lazio.

## Karriär
I september 2020 värvades Akpa Akpro av italienska Lazio, där han skrev på ett tvåårskontrakt. Den 1 september 2022 lånades Akpa Akpro ut till Empoli på ett säsongslån. Den 26 augusti 2023 lånades han ut till Monza på ett säsongslån. Den 2 januari 2025 lånades Akpa Akpro på nytt ut till Monza på ett låneavtal över resten av säsongen 2024/2025.